# Victor Boin
Victor Boin (28. února 1886 Burcht – 31. března 1974 Brusel) byl belgický sportovec, reprezentující na olympijských hrách v plavání, vodním pólu a šermu. Na LOH 1908 získal s belgickým družstvem vodních pólistů stříbrnou medaili a v roce 1912 bronzovou, v šermu kordem byl v roce 1920 členem týmu, který skončil na druhém místě. Na domácí olympiádě v roce 1920 v Antverpách byl také vlajkonošem belgické výpravy a jako první v dějinách přednesl olympijský slib.
Byl také motocyklovým závodníkem, v roce 1903 založil první belgický hokejový klub Fédération des patineurs de Belgique. Za první světové války sloužil u letectva a krátce byl i osobním pilotem královny Alžběty Gabriely Bavorské. Živil se psaním do novin, po druhé světové válce zastával funkci předsedy Mezinárodní asociace sportovního tisku a stál také v čele Belgického olympijského výboru. Je po něm pojmenován plavecký bazén v bruselské čtvrti Saint-Gilles a cena pro belgického handicapovaného sportovce roku.